# Zentai Márk
Zentai Márk (Kaiserslautern, NSZK, 1989. augusztus 25. –) Artisjus-díjas magyar énekes.

## Élete
1989-ben született az NSZK-ban, ahol opera-énekesnő édesanyja, Terebessy Éva 26 évig élt és dolgozott. Zentai Márk gyerekkorától tanult énekelni, két és fél éves korára több mint 60 magyar és német népdalt tudott előadni. Zeneiskolás évei alatt az ének mellett 4 évig zongorázni, majd fuvolázni tanult. 2004-ben költözött Magyarországra.

## Zenei karrier
2006-ban a Megasztár 3. szériájában tűnt fel, ahol a zsűri bejuttatta az elődöntőbe, az 50 legjobb énekes közé.
Ezt követően az S.O.S. Szerelem! című film producerei – ismert előadókat megelőzve – őt választották a főcímdal eléneklésére.
Ments meg, szerelem című bemutatkozó albuma 2007. május 29-én jelent meg. A nagylemezen 13 dal hallható, melyek a szerelemről, barátságról, szerelmi csalódásról, kibékülésről szólnak, azaz olyan témákról, amelyek a mai tinédzsereket foglalkoztatják. A dalok főleg Szabó Zé szerzeményei, de néhány dalban George Németh zenei producer, is közreműködött. Az albumon megtalálható az S.O.S. Szerelem! főcímdala ami az album címadó dala lett.
Az albumról a Ments meg szerelem című számon kívül még három sikeres kislemez jelent meg: Könnyel fizetek, Földre tévedt Angyal, Olyan vagy, amilyen. 2007-ben felkérték, hogy ő énekelje a  High School Musical 2 című film egyik főcímdalát Rozman Alexandrával. 2007-ben részt vett a VIVA TV egyik valóságshowjában, A Stábban. 
2008-ban az ORFK „Tiszta fejjel” névre keresztelt kampányában szerepelt.
2008 decemberében egy téli hangulatú videóklipet is megjelentetett, amihez a Fool Moon nevű együttest kérte fel vendégelőadóknak. A kislemez címe Szeret-e más.
2008. november 28-án jelent meg második albuma Nem elég címmel. Az album munkálataiban Szabó Zén és George Némethen kívül részt vett még az Anti Fitness Club frontembere, Molnár Tamás és több svéd zenei producer is.
Eközben 2009. február 3-án hivatalosan is bejelentették, hogy a 2009-es Eurovíziós Dalfesztiválon ő képviseli Magyarországot Vigyen a szél (How We Party) című dalával. A szakmai zsűri Szulák Andrea (énekes, műsorvezető), Lengyel Zsolt (rendező), Szűts László (Magyar Hanglemezkiadók Szövetsége elnökségi tagja), Gundel Takács Gábor (műsorvezető) és Harsányi Levente (műsorvezető) 105 beérkezett dalból választotta ki Zentai dalát. Kiderült azonban, hogy ez a dal 2 évvel korábban már hallható volt az egyik svéd televízióban, így a szabály megsértése miatt, továbbá a kialakult helyzetre való tekintettel nem kívánt más dallal indulni, visszalépett. A Warner Music Hungary/Magneoton vezetői közleményt is kiadtak, mivel mindkét dalt Figge Boström írta, plágiumról nem lehetett szó, és sem menedzsment, sem a kiadó nem tudott arról, hogy a szerzemény korábban már hallható volt.
2009. március 30-án jelent meg második albumának első kislemeze, amely a Lángra gyúlt című dalból készült. A kislemezhez videóklipjét magyar és angol nyelven is felvették, az angol változat címe Bittersweet.

## Diszkográfia

### Albumok
| Év   | Album                                  | Legmagasabb helyezés                   | Minősítés |
| Év   | Album                                  | MAHASZ Top 40 album- és válogatáslemez | Minősítés |
| ---- | -------------------------------------- | -------------------------------------- | --------- |
| 2007 | Ments meg, szerelem - Megjelenés: 2007 | -                                      |           |
| 2008 | Nem elég - Megjelenés: 2008            | -                                      |           |

### Videóklipek
- 2007 – Ments meg szerelem
- 2007 – Könnyel fizetek
- 2007 – Földre tévedt angyal
- 2008 – Olyan vagy, amilyen
- 2008 – Szeret-e más? feat. Fool Moon
- 2009 – Lángra gyúlt
- 2010 – Angyalokkal ébredek

#### Közreműködés
- 2008 – Tiszta fejjel projekt – Tiszta fejjel
- 2010 – VIVA Comet Allstars – Ha zene szól

#### Főcímdalok
- 2007 – Ments meg, szerelem
- 2007 – Ez a mi dalunk már feat. Rozman Alexandra
- 2007 – Szerelemnyár feat. Rozman Alexandra (High School Musical 2)

#### Slágerlistás dalok
| Év                        | Dal                                | Legmagasabb helyezés | Legmagasabb helyezés   | Legmagasabb helyezés | Legmagasabb helyezés | Legmagasabb helyezés         | Legmagasabb helyezés | Album               |
| Év                        | Dal                                | VIVA Chart           | Mahasz Editors’ Choice | Mahasz Rádiós Top 40 | Mahasz Dance Top 40  | MAHASZ Single (track) Top 10 | EURO 200             | Album               |
| ------------------------- | ---------------------------------- | -------------------- | ---------------------- | -------------------- | -------------------- | ---------------------------- | -------------------- | ------------------- |
| 2007                      | Ments meg, szerelem                | 1                    | 9                      | 16                   |                      | 10                           |                      | Ments meg, szerelem |
| 2007                      | Könnyel fizetek                    | 1                    |                        |                      |                      |                              |                      | Ments meg, szerelem |
| 2007                      | Ez a mi dalunk már feat. Alexandra | 6                    |                        |                      |                      |                              |                      |                     |
| 2007                      | Földre tévedt angyal               | 3                    |                        | 35                   |                      |                              |                      | Ments meg, szerelem |
| 2008                      | Olyan vagy amilyen                 | 12                   |                        |                      |                      |                              |                      | Ments meg, szerelem |
| 2009                      | Lángra gyúlt                       | 3                    |                        |                      |                      |                              |                      | Nem elég            |
| Közreműködés kislemezeken |                                    |                      |                        |                      |                      |                              |                      |                     |
| 2007                      | Élünk ahogy bárki (a Stábbal)      | 1                    |                        |                      |                      |                              |                      |                     |
| 2008                      | Kell még valami (a Stábbal)        | 1                    |                        |                      |                      |                              |                      |                     |
| 2008                      | Tiszta fejjel                      | 25                   |                        |                      |                      |                              |                      |                     |
| 2010                      | Ha zene szól                       | 1                    |                        | 2                    |                      |                              |                      |                     |
|                           |                                    | Összesítés           |                        |                      |                      |                              |                      |                     |
| 1. helyezett számok       | 1. helyezett számok                | 5                    |                        |                      |                      |                              |                      |                     |
| Top 10-be bekerült        | Top 10-be bekerült                 | 8                    | 1                      | 1                    |                      | 1                            |                      |                     |
| Top 40-be bekerült        | Top 40-be bekerült                 | 10                   | 1                      | 3                    |                      | 1                            |                      |                     |

## TV-ben

### Sorozatok
- Jóban Rosszban (2007) – Dénes

### Tévéműsorok
- A Stáb (2007–2008) – valóság-show
- Hal a tortán (2008) – valóság-show[3]
- Celeb vagyok, ments ki innen! (2008) – reality show[4]

## Elismerések és díjak

### 2007
- Popcorn Mikrofon díj – Kedvenc magyar énekes (díjazott)
- Popcorn Mikrofon díj – Kedvenc magyar klip (Stáb-Élünk, ahogy bárki) (díjazott)
- VIVA Comet – Az év felfedezettje (díjazott)

### 2008
- VIVA Comet – Legjobb férfi előadó (jelölt)
- VIVA Comet – A Stáb / Legjobb videóklip (jelölt)
- Fonogram díj – Az év hazai felfedezettje (díjazott)
- Fonogram díj – Az év hazai popalbuma: Ments meg szerelem (díjazott)
- BRAVO OTTO díj – A legjobb magyar férfi előadó (díjazott)

### 2009
- VIVA Comet – Legjobb férfi előadó (jelölés)
- BRAVO OTTO – A legjobb magyar férfi előadó (díjazott)
- BRAVO OTTO – Legjobb magyar album (Nem elég) (jelölés)
- Artisjus-díj (2023)